# Sylvia Li-chun Lin
Sylvia Li-Chun Lin (Shanhua, Tainan, Taiwán) es una traductora chino-británica, exprofesora asociada de literatura china en la Universidad de Colorado en Boulder y la Universidad de Notre Dame. Ha traducido más de una docena de novelas con su marido Howard Goldblatt.

## Premios
- Premio de traducción literaria Liang Shih-chiu[2]
- 2000 - Premio Nacional de Traducción por la traducción de Notas de un Hombre Desolado de Chu T'ien-wen[3]
- 2011 - Premio Literario Hombre Asiático a las Tres Hermanas de Bi Feiyu[4]

## Trabajos

### Traducciones
| Autor          | Título inglés                                          | Título original | Notas                |
| -------------- | ------------------------------------------------------ | --------------- | -------------------- |
| Chu T'ien-wen  | Notas de un Hombre Desolado                            | 荒人手記        | Con Howard Goldblatt |
| Bi Feiyu       | Ópera de la Luna                                       | 青衣            | Con Howard Goldblatt |
| Bi Feiyu       | Tres Hermanas                                          | 玉米            | Con Howard Goldblatt |
| Bi Feiyu       | Masaje                                                 | 推拿            | Con Howard Goldblatt |
| Liu Zhenyun    | El Cocinero, el Sinvergüenza, y el Magnate de Inmueble | 我叫刘跃进      | Con Howard Goldblatt |
| Liu Zhenyun    | No Maté a Mi Marido                                    | 我不是潘金莲    | Con Howard Goldblatt |
| Liu Zhenyun    | Recordando 1942                                        | 温故一九四二    | Con Howard Goldblatt |
| Shih Shu-ching | Ciudad de la Reina                                     | 她名叫蝴蝶      | Con Howard Goldblatt |
| Li Ang         | El Jardín Perdido                                      | 迷園            | Con Howard Goldblatt |
| Alai           | La Canción de King Gesar                               | 格萨尔王        | Con Howard Goldblatt |
| Alai           | Amapolas rojas                                         | 尘埃落定        | Con Howard Goldblatt |
| Xi Ni Er       | La máscara sincera                                     | 认真面具        | Con Howard Goldblatt |
| Li Yung-p'ing  | Castigo: Las Crónicas de Jiling                        | 吉陵春秋        | Con Howard Goldblatt |
| Mo Yan         | Shifu, Harás Cualquier Cosa por una Risa               | 师傅越来越幽默  | Con Howard Goldblatt |
| Canción Ying   | La Venganza del Albaricoque                            | 杏烧红          | Con Howard Goldblatt |
| Beila          | El Piano Maldecido                                     | 魔咒钢琴        | Con Howard Goldblatt |
| Tú Jin         | Enseñando Gatos a Saltar Aros                          | 听, 青春在哭泣  |                      |

### Trabajos académicos
- Representing Atrocity: The 2/28 Incident and White Terror in Fiction and Film. Columbia University Press. 2007. ISBN 978-0-231-14360-8.
- Empujar Abre la Puerta: Poesía de la China contemporánea. Prensa Barrancas del Cobre 2011.ISBN 978-1556593307.
- Documenting Taiwan on Film: Issues and Methods in New Documentaries. Routledge. 2012. ISBN 978-0-415-68511-5. (coeditado con Tze-lan D. Sang)